# سیارک ۲۱۲۶۲
سیارک ۲۱۲۶۲ (به انگلیسی: 21262 Kanba، نامگذاری:1996HA2) بیست و یک هزار و دویست و شصت و دومین سیارک کشف شده‌است که در ۲۴ آوریل ۱۹۹۶ کشف شد.
قدر مطلق سیارک برابر ۲۳.۴ است.